# Socotá
Socotá è un comune della Colombia facente parte del dipartimento di Boyacá.
Il centro abitato venne fondato da Gonzalo Sanchez de Flandes nel 1602.